# سیارک ۸۶۲۷۹
سیارک ۸۶۲۷۹ (به انگلیسی: 86279 Brucegary، نامگذاری:1999UJ1) هشتاد و شش هزار و دویست و هفتاد و نهمین سیارک کشف شده‌است که در ۱۷ اکتبر ۱۹۹۹ کشف شد.